# Holubinka mandlová
Holubinka mandlová (Russula vesca Fr.) je jedlá houba z čeledi holubinkovitých.

## Popis
Klobouk holubinky mívá průměr 4–10 cm. Z počátku je polokulovitý až kulovitý, stářím ze zplošťuje a v jeho středu vzniká mírná prohlubeň. Klobouk je tvrdý, masitý, při okraji ostrý a má načervenalou barvu připomínající barvu masa, která je však proměnlivá; někdy klobouk bývá až modrošedý či mírně našedlý. Pokožka klobouku je mírně slizká a špatně se sloupává (jde sloupnout do jedné třetiny až poloviny).
Lupeny holubinky jsou vysoké 5–10 mm, z počátku zbarvené do běla, později barvy smetanové. Jsou měkké, mírně sbíhavé na třeň. Třeň o délce do 7 cm je válcovitý, tvrdý, bílý, při okraji zúžený. Dužnina holubinky má bílou až velmi mírně našedlou barvu. Po poranění se barví do rezavé, medové barvy. Chuť dužniny je nasládlá a připomínající lískové oříšky.
Výtrusný prach je bílý. Výtrusy o velikostech 6–8×5–6 µm jsou kulovité až vejčité.

## Výskyt
Roste zhruba od poloviny května do konce září na prosluněných a sušších místech v lesích všeho druhu.

## Využití
Jedná se o jedlou a velmi chutnou houbu mnohdy ceněnou jako hřib.